# Yao Juan
Pour les articles homonymes, voir Yao.
Yao Juan, née le 18 juillet 1983, est une athlète handisport chinoise.

## Biographie
À l'âge de 4 ans, atteinte de poliomyélite, elle perd l'usage de ses jambes.
Quadruple championne paralympique, elle détient une médaille d'or dans 3 des 4 épreuves de lancer de sa catégorie : le javelot, le poids et le disque. En 2012, aux Jeux de Londres, elle remporte l'or avec un record du monde à 13,05 m au lancer du poids F42/44.
Yao est également quintuple championne du monde. Elle obtient son dernier titre mondial lors des Championnats du monde handisport à Londres en 2017 sur le lancer du disque, avec un jet à 39,72 m, dépassant sa compatriote Yue Yang (argent avec 38,25 m) et l'Australienne Sarah Edmiston (33,80 m).
Le 9 octobre 2015, elle bat le record du monde (et remporte la médaille d'or de la compétition) sur le lancer de javelot F44 avec un jet à 39,01 m lors des jeux para-asiatiques de Jakarta en Indonésie.